# 절대격
절대격(絕對格, absolutive case, ABS)은 문법적 격의 일종으로, 능격-절대격 언어에서 능격과 함께 존재한다. 자동사문의 주어와 타동사문의 목적격에 공통적으로 절대격이 사용된다. 한편 능격은 타동사의 주어에 사용된다.

## 같이 보기
- 능격-절대격 정렬
- 능격
- 주격